# Gypaetinae
Gypaetinae — одна з двох підродин грифів Старого Світу, друга — Aegypiinae. Деякі таксономісти відносять Gypaetinae до підродини яструбів Perninae. Наразі Gypaetinae зустрічаються по всій території Африки, Азії та Південної Європи, тому їх вважають грифами «Старого Світу», але ще в пізньому плейстоцені вони також були присутні в Північній Америці.
Дослідження 2005 року виявило, що Eutriorchis astur є близьким родичем.

## Роди й види
Gypaetus
Gypaetus barbatus
†Gypaetus georgii
Gypohierax
Gypohierax angolensis
Neophron
Neophron percnopterus
†Neophron lolis
Polyboroides
Polyboroides typus
Polyboroides radiatus
†Anchigyps
†Arikarornis
†Mioneophron
†Neophrontops
†Neogyps
†Palaeoborus